# Halloween: Resurrection
Halloween: Resurrection és una pel·lícula slasher estatunidenca de 2002 dirigida per Rick Rosenthal, que també havia dirigit Halloween II el 1981. Larry Brand i Sean Hood van ser el lema del guió. La pel·lícula és una seqüela directa de Halloween H20: Twenty Years Later i la vuitena entrega en general de la franquícia Halloween. És protagonitzada per Busta Rhymes, Bianca Kajlich, Thomas Ian Nicholas, Ryan Merriman, Sean Patrick Thomas, Tyra Banks i Jamie Lee Curtis, amb Brad Loree com el dolent principal Michael Myers. Aquesta va ser l'última entrega de la cronologia H20 de la franquícia Halloween, que s'acabava de reiniciar amb la pel·lícula anterior el 1998, abans que es reiniciés de nou el 2007. i una altra vegada el 2018. La pel·lícula segueix a Myers que continua amb els seus assassinats a la seva ciutat natal de Haddonfield quan la casa de la seva infància s'utilitza per a un espectacle de terror en directe per internet.
Halloween: Resurrection es va estrenar el 12 de juliol de 2002 i va ser atacat per la crítica, i molts la van considerar una seqüela innecessària de Halloween H20. Molts crítics han considerat que és una de les pitjors pel·lícules de la franquícia Halloween. La pel·lícula també no va respondre com s'esperava a la taquilla, només va recaptar 37,6 milions de dòlars arreu del món contra un pressupost de 15 milions de dòlars. Tot i que es planejava una altra seqüela després de Resurrection, la següent pel·lícula de la franquícia es va convertir en Halloween, un remake de 2007 dirigida per Rob Zombie.

## Argument
Tres anys després dels dels assassinats a l'Acadèmia Hillcrest, una Laurie Strode angoixada per la culpa, s'institucionalitza al Sanatori Grace Andersen. Es revela que la persona que va decapitar anteriorment, que ella creia que era Michael Myers, era de fet un paramèdic amb qui Michael s'havia canviat de roba i s'havia mudat. Anticipant l'inevitable retorn del seu germà, Laurie posa un parany al sostre del sanatori.
Michael apareix i persegueix a Laurie fins al terrat, on funciona la seva trampa i incapacita temporalment en Michael. No obstant això, les pors de Laurie de matar a la persona equivocada de nou la superen. Quan ella intenta treure-li la màscara per confirmar la seva identitat, Michael l'apunyala i la llença del terrat fins a la seva mort.
Un any més tard, els estudiants universitaris Sara Moyer, Bill Woodlake, Donna Chang, Jen Danzig, Jim Morgan i Rudy Grimes van guanyar un concurs per aparèixer en un reality show d'Internet anomenat Dangertainment, dirigit per Freddie Harris i Nora Winston. Els estudiants han de passar una nit a la casa de la infància abandonada de Michael per esbrinar què el va portar a matar. No obstant això, mentre instal·la càmeres a tota la casa per preparar l'espectacle, el càmera Charlie és assassinat per Michael, que ha tornat a Haddonfield. La nit de Halloween, equipats amb càmeres de capçalera, Sara, Bill, Donna, Jen, Jim i Rudy entren a la casa i se separen en tres grups per buscar pistes. Mentre la Sara envia missatges als altres, Myles "Deckard" Barton mira l'emissió en directe durant una festa. Durant la recerca, Michael apareix de sobte i mata en Bill.
Donna i Jim descobreixen una paret plena de cadàvers falsos i s'adonen que l'espectacle és un muntatge, abans que el primer sigui assassinat per Michael. A la festa, Deckard i altres festers són testimonis de l'assassinat. Però només Deckard s'adona que és real. Mentrestant, Freddie entra a la casa vestit de Michael per espantar els competidors. El segueix l'autèntic Michael, a qui pren per Charlie. Quan Rudy, Sara i Jim troben en Freddie amb la disfressa de Michael, els revela l'esquema i els demana que cooperin, dient-los que se'ls pagarà bé si l'espectacle funciona. Després que Freddie se'n vagi, el trio decideix reunir la resta i marxar. Jen descobreix el cadàver de Bill, i Michael la decapita davant de Rudy, Sara i Jim, que aviat s'adonen que no és Freddie. Michael procedeix a matar Jim i Rudy abans de perseguir la Sara a dalt.
Tancada en un dormitori, la Sara demana a Deckard que l'ajudi. Quan els altres assistents a la festa s'adonen que tots els assassinats són reals, Deckard comença a enviar missatges als llocs de Sara Michael per ajudar-la a evitar-lo. La Sara es troba amb Freddie just quan Michael els trobi i apunyala aquest últim. La Sara corre cap als túnels i troba una sortida que condueix al garatge, on descobreix el cos de la Nora. En Michael arriba de nou i ataca la Sara, però Freddie encara és viu, els troba i lluita contra Michael mentre comença un incendi elèctric al garatge. Després d'electrocutar en Michael, Freddie porta la Sara a un lloc segur, deixant que Michael mori al garatge en flames. Més tard, Freddie i Sara són entrevistats per les notícies locals, durant la qual Sara agraeix a Deckard per salvar-li la vida i Freddie ataca el periodista. Mentrestant, Michael es presumeix mort i el seu cos és portat a la morgue. Tanmateix, mentre el forense es prepara per examinar el seu cos, Michael es desperta de sobte.

## Repartiment
- Jamie Lee Curtis com Laurie Strode
- Brad Loree com Michael Myers
- Busta Rhymes com Freddie Harris
- Bianca Kajlich com Sara Moyer
- Sean Patrick Thomas com Rudy Grimes
- Daisy McCrackin com Donna Chang
- Katee Sackhoff com Jennifer 'Jen' Danzig
- Luke Kirby com Jim Morgan
- Thomas Ian Nicholas com Bill Woodlake
- Ryan Merriman com Myles 'Deckard' Barton
- Tyra Banks com Nora Winston
- Gus Lynch com Harold Trumble
- Lorena Gale com Infermera Wells
- Marisa Rudiak com Infermera Phillips
- Brent Chapman com Franklin Munroe
- Dan Joffre com Willie Haines
- Haig Sutherland com Aron
- Brad Sihvon com Charlie Albans
- Rick Rosenthal com Professor Mixter

## Producció
Els guionistes de Halloween H20: 20 Years Later es van quedar amb un dilema quan Jamie Lee Curtis volia acabar la sèrie, però Moustapha Akkad tenia una clàusula que legalment no permetia que els guionistes matessin a Michael Myers. Segons el Blu-ray publicat per Scream Factory, Curtis gairebé va abandonar el projecte poques setmanes abans del rodatge, fins que Kevin Williamson va idear la història del paramèdic i la va presentar a Akkad. Curtis finalment va acceptar formar part de la pel·lícula amb la condició que la pel·lícula no presentés cap metratge que insinués cap seqüela i que el públic cregués que Michael havia mort fins que s'anunciés la inevitable seqüela. La primera foto de Resurrection de Michael amb l'uniforme del paramèdic es va filmar l'endemà que acabés la fotografia principal de H20, segons l’editor de H20, Patrick Lussier. Daniel Farrands, guionista de Halloween: The Curse of Michael Myers, va proposar sense èxit Halloween 8: Lord of the Dead, que hauria presentat a Laurie Strode com a antagonista principal. En comptes d'això, el productor Paul Freeman va portar a l'escriptor Larry Brand, amb qui va compartir un agent. Brand va decidir reutilitzar un concepte slasher que havia dissenyat inspirat en l'auge de la realitat televisiva, on un assassí entra a una casa plena de càmeres i fa que l'espectador no estigui segur de si els assassinats són reals o escenificats. Brand havia presentat el seu guió com "Halloween: MichaelMyers.com", el va canviar a "Halloween: Homecoming" i després els productors van triar el subtítol "Resurrecció" perquè volien un títol que fes saber al públic que Michael Myers era viu. El final original de Brand va deixar en Michael a la casa en flames, i quan els bombers arribarien l'endemà trobarien el seu cos inert que els saltaria sobre ells només per resultar ser un espasme cadavèric abans que en Michael es col·lapsés en cendra. Després que un esborrany original d'Ehren Kruger fos rebutjat, Sean Hood va ser convocat per escriure un guió basat en el treball de Brand.
Tant Whitney Ransick com Dwight H. Little van ser abordats per dirigir la pel·lícula, però la van rebutjar. Més tard Rick Rosenthal, el director de Halloween II, va ser escollit per dirigir-la. Durant el període de càsting de la pel·lícula, els productors van considerar Danielle Harris (que va interpretar a Jamie Lloyd a Halloween 4: The Return of Michael Myers i Halloween 5: The Revenge of Michael Myers) per un paper a la pel·lícula. Després que als productors els agradava treballar amb LL Cool J a H20 però va resultar més car per a una segona aparició, es va imaginar que el paper de Freddie fos interpretat per un altre raper, i Coolio també va fer una audició abans del càsting de Busta Rhymes. Brand va dir que tant Rhymes com Tyra Banks van ser introduïts a la pel·lícula per fer-la més atractiva per al públic afroamericà. Els crits de Bianca Kajlich van haver de ser doblatsa en postproducció a causa de la seva incapacitat per cridar. El tràiler de la pel·lícula es va lliurar el 26 d'abril de 2002, amb el llançament de Jason X. La fotografia principal va començar a Vancouver, Columbia Britànica el 14 de maig de 2001 amb l'escena d'obertura filmada al Riverview Hospital de Coquitlam, BC.

### Música
La banda sonora de Halloween: Resurrection va ser composta per Danny Lux. La partitura incorpora instrumentació electroacústica amb arrels en partitures pesades de sintetitzador de principis dels anys 80.
The score for Halloween: Resurrection was composed by Danny Lux. The score incorporates electro-acoustic instrumentation with roots in synthesizer-heavy scores of the early 1980s. La pel·lícula també inclou diverses cançons de rap i hip-hop.
En contrast directe amb les ressenyes crítiques generals de la pel·lícula, algunes valoracions del seu so i el tema musical han estat elogiades. Per exemple, el crític Steve Newton va felicitar l’ "esgarrifós" i "inquiet" renaixement del tema icònic original de la pel·lícula, alhora que va criticar la pel·lícula en si, així com les cançons de rap incloses.

## Mitjans domèstics
Halloween: Resurrection es va estrenar en VHS i DVD el 10 de desembre de 2002, que inclou una càmera web especial que utilitza com a imatges trobades on els personatges de la pel·lícula estan ambientats dins de la casa embruixada de Michael Myers amb escenes alternatives i suprimides.

## Recepció

### Taquilla
Halloween: Resurrection es va estrenar el 12 de juliol de 2002 als Estats Units amb una recepció moderada que no va canviar en el seu posterior llançament internacional. La pel·lícula va assolir el número 4 el cap de setmana d'estrena a les pantalles nord-americanes amb 12.292.121 dòlars darrere de Reign of Fire, Road to Perdition i  Homes de Negre 2. Va recaptar 30.354.442 dòlars a nivell nacional i 7.310.413 dòlars més per un brut mundial de 37.664.855 dòlars; a nivell nacional, les 5.233.524 vendes d'entrades de la pel·lícula van caure més d'un 55% respecte a les 11.735.978 vendes aproximades de la seva predecessora.

### Resposta crítica
A Rotten Tomatoes, la pel·lícula té una puntuació d'aprovació del 10% basada en 70 crítiques amb una puntuació mitjana de 3,4/10. El consens crític dels llocs diu: "L'únic que pot ressuscitar aquesta cansada pel·lícula slasher és la nostàlgia de quan el gènere encara era fresc i aterridor." A Metacritic la pel·lícula té una puntuació de 19 de 100, basat en 17 ressenyes, que indiquen "no m'agrada aclaparador". El públic enquestat per CinemaScore va donar a la pel·lícula una nota mitjana de "B+" en una escala d'A+ a F.
Lou Lumenick del New York Post va dir: "És tan mancat d'alegria i energia que fa que fins i tot Jason X sembli positivament shakespeariana en comparació." Dave Kehr del New York Times va dir, "Els espectadors quedaran bocabadats davant de la pantalla, no cridant sinó badallejant." Peter Travers de Rolling Stone va dir, "Cada seqüela que us salteu seran dues hores guanyadres. Tingueu en compte aquesta ressenya que afirma la vida." Joe Leydon de Variety va dir, "[Sembla] fins i tot més inútilment redundant i descaradament desvergonyida que la majoria de seqüeles de terror de tercera categoria."
El 2018, mentre promocionava el reboot, John Carpenter va revelar que havia vist Halloween: Resurrection dient: "La vaig mirar en aquella casa, amb totes les càmeres. Déu. Oh, Senyor, Déu. I després el noi fa el discurs al final sobre la violència. Què dimonis? Oh, senyor. No m'ho podia creure."